# Kis-Küküllő
A Kis-Küküllő (románul: Târnava Mică, németül: Kleine Kokel) folyó Erdélyben. A Kis- és a Nagy-Küküllő összefolyásából kialakuló Küküllő folyó Balázsfalva közelében egyesül és Mihálcfalva mellett torkollik a Marosba. A nevében szereplő küküllő korai török eredetű szó, mely az avarok révén került a magyar nyelvbe, és jelentése kökényes.

## Földrajza
A Görgényi-havasokban ered a Bucsin-tető közeli 1150 méteres magasságból és Balázsfalva mellett egyesül a Nagy-Küküllővel. Hargita, Maros és Fehér megyéken halad át. Sokszor a heves esőzések miatt megáradt a kis folyó és elöntötte a falvakat és a hozzájuk tartozó határokat. A legnagyobb vízhozamot (630 m³/s - nagyobb, mint a Tisza átlagos vízhozama Szolnoknál) 1975 júliusában mérték. 2002-től kezdődően megerősítették a falvakat védő gátakat. A Bözödújfalusi-víztározó is az árvízveszély csökkentéséért épült volna eredetileg, de később a tervet módosították. Bözödújfalu lakóit kitelepítették, és az immár lakatlan települést elárasztották, csak a templomtorony látszott ki a vízből két évtizeden keresztül, amíg az is le nem omlott. Bözödújfalu lett a falurombolás szimbóluma.

## Települések a folyó mentén
Települések a Kis-Küküllő mentén (nem teljes lista): Parajd, Szováta, Sóvárad, Kibéd, Makfalva, Hármasfalu, Erdőszentgyörgy, Gyulakuta, Vámosgálfalva, Dicsőszentmárton, Ádámos, Magyarkirályfalva, Küküllővár, Zsidve, Szépmező, Szancsal és Balázsfalva.

## Kis-Küküllő galéria

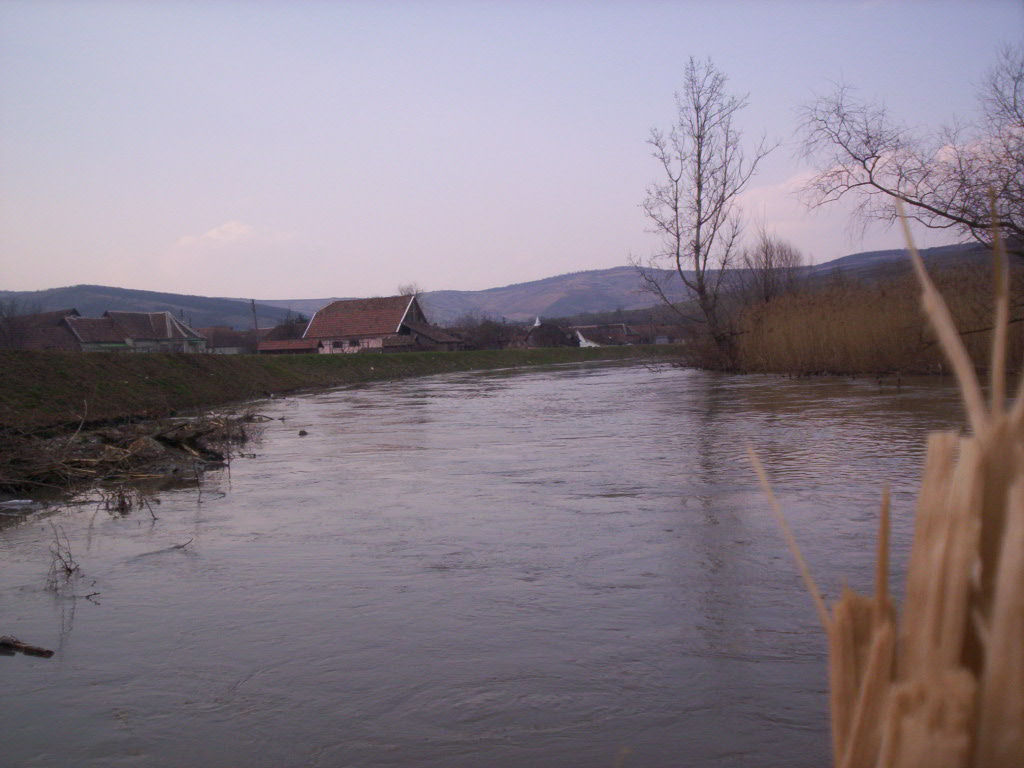
A Kis-Küküllő folyó Magyarkirályfalvánál
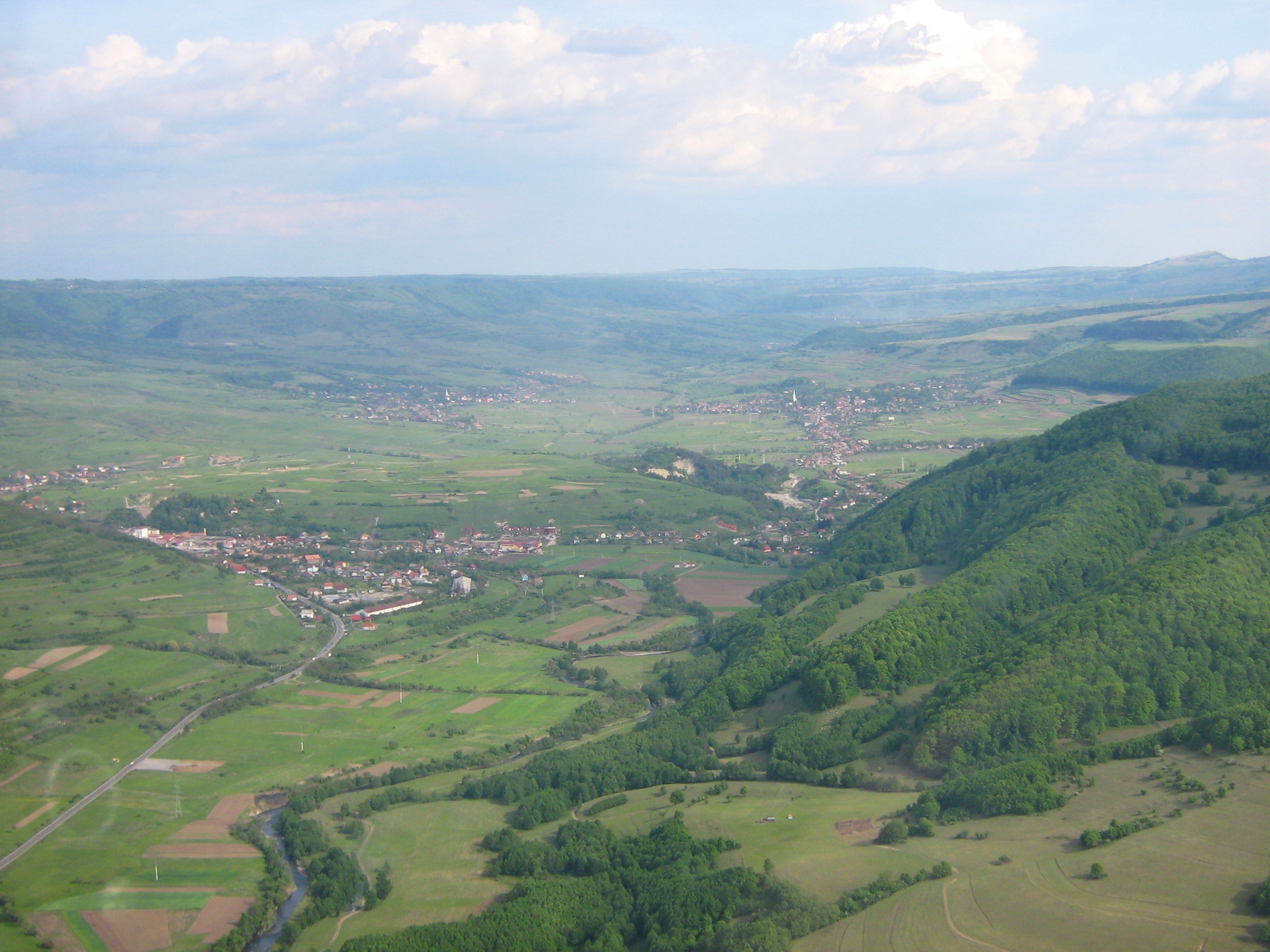
A Kis-Küküllő völgye Parajdnál
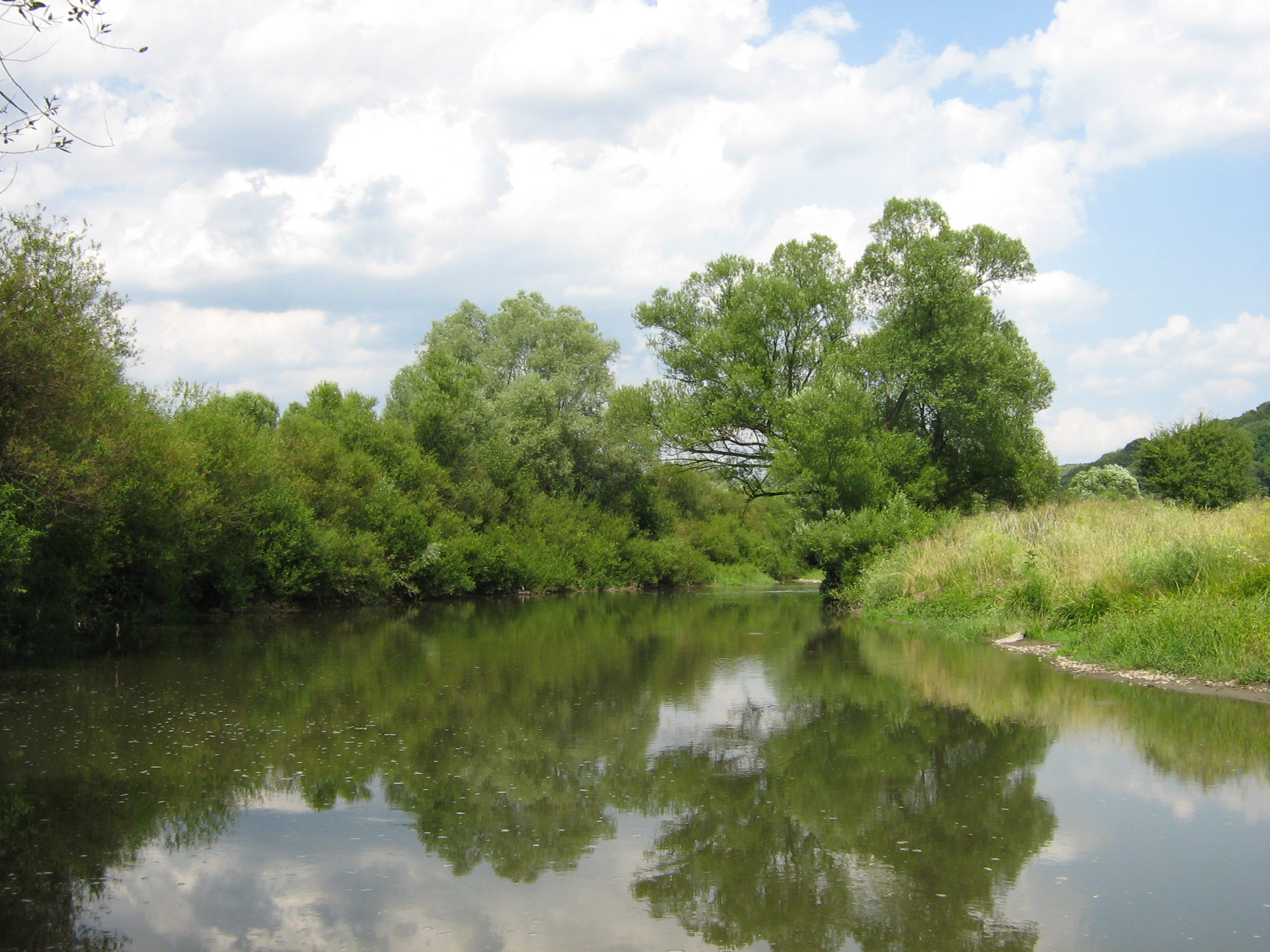
A Kis-Küküllő Kibéd és Makfalva között